# Gesetz vom 1. Juli 1901
Das Gesetz vom 1. Juli 1901 (französisch Loi du 1er juillet 1901 relative au contrat d'association) bildet zusammen mit dem Code civil die Grundlage für das französische Vereinsrecht. Es gilt auch in zahlreichen Ländern, die 1901 französische Kolonien waren. Es garantiert allen Personen unabhängig von ihrer Nationalität die Vereinigungsfreiheit.

## Vorgeschichte
Vor Inkrafttreten des Gesetzes war in Frankreich zur Gründung eines Vereins eine behördliche Genehmigung erforderlich. Die Erklärung der Menschen- und Bürgerrechte von 1789 hatte in der Praxis nicht zur Vereinigungsfreiheit geführt. Die Zweite Französische Republik hatte zwar in der Verfassung von 1848 die Vereinigungsfreiheit vorgesehen, sie aber ein Jahr später wieder ausgesetzt.

## Gesetzesbestimmungen

### Vereinsbegriff
Das Gesetz vom 1. Juli 1901 definiert einen Verein (association) als einen privatrechtlichen, dem Code Civil unterworfenen Vertrag zwischen zwei oder mehr Vertragspartnern, der auf dauerhafte gemeinsame Aktivitäten ausgerichtet ist, und dessen Ziel nicht darin besteht, dass die Erträge aus den gemeinsamen Aktivitäten unter den Vertragspartnern aufgeteilt werden.

### Vereinigungsfreiheit
In Artikel 2 garantiert das Gesetz allen Personen die Freiheit, Vereine zu gründen. Diese Freiheit wird in Artikel 3 eingeschränkt, der Vereine für nichtig erklärt, deren Tätigkeit gegen die Gesetze oder die guten Sitten verstößt oder sich gegen die territoriale Integrität Frankreichs oder die republikanische Regierungsform richtet. Artikel 4 stellt klar, dass jedes Vereinsmitglied (jeder Vertragspartner) jederzeit das Recht hat, aus dem Verein auszutreten, nachdem die ausstehenden Beiträge bezahlt sind.

### Geschäftsfähige Vereine
Um die Geschäftsfähigkeit zu erlangen, muss ein neu gegründeter Verein gemäß Artikel 5 des Gesetzes bei der Präfektur seines Sitzes (Siège social) angemeldet werden. Die Anmeldung muss den Vereinsnamen, den Vereinsgegenstand sowie die Namen, Berufe und Nationalitäten der Personen enthalten, die den Verein verwalten. Artikel 5 enthält außerdem Regelungen zur Veröffentlichung der Vereinsgründung.

### Ordensgemeinschaften
Durch die Artikel 13 bis 18 unterwirft der Staat die Kongregationen seiner Kontrolle und hebt deren Selbstverwaltung weitgehend auf. Unter Berufung auf dieses Gesetz schränkten die Behörden die Tätigkeit vieler Orden ein, sodass diese sich entschlossen, Ordenshäuser in Frankreich zu schließen und ins Ausland zu verlegen.

### Sonderregelung für Elsaß-Lothringen
Vereine, die ihren Sitz in einem der Départements Bas-Rhin, Haut-Rhin und Moselle haben, unterliegen nicht dem Gesetz vom 1. Juli 1901, sondern stattdessen den Artikeln 21 bis 79 des lokalen Rechts, die denen des Bürgerlichen Gesetzbuches in der Fassung vom 1. Januar 1900 entsprechen.